# Чулна меморија
Чулна меморија представља меморијски домен у ком се информације регистроване чулима кратко задржавају, а затим се прослеђују у дубље нивое обраде или се губе. Средином шездесетих година, Урлик Најсер уводи термине иконичка меморија за визуелну меморију, и ехоичка меморија за аудитивну. Ова терминологија се користи и данас.

## Карактеристике чулне меморије
Чулна меморија има неколико карактеристика које је издвајају од осталих типова меморије. Те карактеристике се односе на количину, трајање и осмишљеност задржаног материјала.
- У чулној меморији се задржава такорећи целокупан материјал који су регистровала чула, али се тек део прослеђује у дубље нивое обраде.
- Задржавање материјала је краткотрајно.
- Материјал у чулној меморији је неосмишљен.[1]

## Иконичка меморија
Најистакнутији тип сензорне меморије је иконички, који снима визуелне информације. Најрелевантније прилоге о овом феномену направио је Џорџ Сперлинг 50-их и 60-их година, али касније аутори као што су Најсер, Сакит и Брејтмејер ажурирали су концепт иконичке меморије.
Кроз своје пионирске студије са тахистоскопом, Сперлинг је закључио да људи имају могућност да истовремено задрже 4 или 5 ставки након фиксирања у широком стимулативном сету. Други истраживачи су открили да иконичка меморија траје око 250 милисекунди. У овом случају визуелни траг се зове "икона" која се задржава у краткорочном памћењу. Тренутно се расправља о томе да ли се ова икона налази у централном или периферном нервном систему; у сваком случају, превладава представа да је иконичка меморија у основи лабораторијски артефакт без еколошке ваљаности.
Највероватније је овај феномен повезан са постојаношћу стимулација неурона у фоторецепторима налази се у мрежњачи, тј. у штапићима и чепићима.

## Ехоичка меморија
Слично иконичној, ехоична меморија је дефинисана као прекатегоријски запис, кратког трајања и веома великог капацитета. Она се разликује од иконичког по томе што обрађује звучне информације уместо визуелне.
Ехоична меморија задржава слушни стимулус најмање 100 милисекунди, допуштајући људима да дискриминишу и препознају звукове свих врста, укључујући и оне који чине говор, који може остати до 2 секунде; стога је ехоична меморија фундаментална у разумевању језика. Подразумева се да овај тип меморије региструје слушну информацију у низу, фокусирајући се на њене временске особине. Делимично, време задржавања информације зависи од својстава стимулуса као што су сложеност, интензитет и тон..
Значајан феномен у вези са ехоичном меморијом је ефекат рециденције, који је специфичан за овај тип меморије. Он се састоји у чињеници да се људи боље сећају последњег подстицаја (или предмета) који су обрадили од других који су представљени непосредно пре тога.

## Хаптичка меморија
Овај концепт се користи да означи мнемичку радњу која ради са информацијама тактилног типа, и стога са сензације као што су бол, врућина, свраб, пецкање, притиска или вибрација. Хаптичка меморија има капацитет од 4 или 5 ставки, попут иконичке, иако се информација задржава дуже време, око 8 секунди у овом случају. Ова врста чулне меморије омогућава људима да прегледају објекте додиром и имају интеракцију са њима. 
Верује се да постоје два подсистема који чине хаптичко памћење. С једне стране је то кожни систем, који детектује стимулацију коже, а са друге стране проприоцептивни или кинестетички, везан за мишиће, тетиве и зглобове. Погодно је разликовати проприоцепцију од интероцепције, која укључује унутрашње органе.
Хаптичко памћење је дефинисано недавно од иконичког и ехоичног, тако да су научни докази доступни на ову врсту сензорне меморије ограниченији од претходна два.